# 고로호베츠
고로호베츠(러시아어: Гороховец)는 러시아 블라디미르주에 위치한 도시로, 인구는 14,524명(2002년 기준)이다. 클랴지마 강 좌안과 접하며 블라디미르(블라디미르 주의 주도)에서 동쪽으로 157km 정도 떨어진 곳에 위치한다. 모스크바(러시아의 수도)와 니즈니노브고로드 사이를 연결하는 고속도로와 연결되어 있으며 도시 이름은 "완두콩"을 뜻하는 러시아어 단어인 "고로흐"(горох)에서 유래된 이름이다.